# Transakcja handlu zagranicznego
Transakcja handlu zagranicznego – ogół działań, czynności, operacji mających doprowadzić do zawarcia umowy kupna/sprzedaży z zagranicznym partnerem, jak również do wywiązania się z tej umowy, dokonywanych również po zawarciu umowy.

## Etapy transakcji handlu zagranicznego
1. przygotowanie kontraktu
2. negocjowanie kontraktu
3. zawarcie kontraktu
4. realizacja kontraktu